# Heinrich Ludwig von Brühl
Heinrich Ludwig Graf von Brühl (* 7. Dezember 1768; † 20. Oktober 1833 in Plauen) war ein zunächst kurfürstlich-sächsischer, ab 1806 königlich-sächsischer Kammerrat im Stift Merseburg und Rittergutsbesitzer.

## Leben
Er war der Sohn von Heinrich Adolph Graf von Brühl (1744–1778) und dessen Ehefrau Sophia Louisa geb. von Kalitsch (* 1742).
Wie viele seiner Familienangehörigen schlug auch er eine Verwaltungslaufbahn ein. Er studierte ab Oktober 1786 an der Universität Leipzig und stieg anschließend bis zum kursächsischen Kammerrat im Hochstift Merseburg auf und wirkte im Kammerkollegium in Merseburg, das unter der Direktion von Johann Jacob Graf von Hohenthal stand. Nach der Erhebung des Kurfürsten von Sachsen zum König im Jahre 1806 wurde Heinrich Ludwig Graf von Brühl königlich-sächsischer Stiftskammerrat. Als solcher ist er auch noch in der Ausgabe von 1828 des Königlich-Sächsischen Hofkalenders verzeichnet.
In der Zeit der Frühromantik interessierte er sich für den Erwerb der romantisch an der Saale gelegenen Burgruine der Rudelsburg, zu der als Wirtschaftshof das Rittergut Kreipitzsch gehörte. In Merseburg kaufte Graf Brühl am 4. Mai 1796 dem Eigentümer Bernhard August Ludwig Graf von Zech diese beiden Güter ab. Aufgrund der nicht erfolgten Trennung von Lehn- und Allodialstücken, auf die Erben der Alteigentümer Anspruch erhoben, hatte er jedoch nur wenig Freude am Erwerb dieses Grundeigentums, so dass er sich genötigt sah, ihn bereits ein Jahr später an Ferdinand Ludwig Christian von Schönberg zu verkaufen.

## Familie
Verheiratet war Heinrich Ludwig Graf von Brühl mit Amalia Wilhelmina Elisabeth geborene von Götzen (* 1772). Aus der Ehe gingen vier Kinder hervor.
- Wilhelmine Gräfin von Brühl (1797–1872), Stiftsdame im Stift Wallenstein[4]
- Henriette Gräfin von Brühl (* 1799)
- Heinrich Graf von Brühl (* 14. September 1802; † 7. Juni 1864 in Freienwalde), heiratete 1829 Maria Anna von Lüdicke (1811–1858) und wurde preußischer Major
- Julius Bernhard Graf von Brühl (1811–1835)[5]

Im Gegensatz zu den Vertretern der Linie Pförten/Forst war die Linie, der Heinrich Ludwig Graf von Brühl entstammte, evangelisch geblieben.